# 里奇蘭鎮區 (密蘇里州帕特南縣)
里奇蘭鎮區（英語：Richland Township）是位於美國密蘇里州帕特南縣的一個行政鎮區。

## 地方資料
里奇蘭鎮區的面積為92.59平方千米，當中陸地面積為92.56平方千米，而水域面積為0.03平方千米。根據2020年美國人口普查的數據，當地共有人口194人，而人口密度為每平方千米2.1人。